# Stewartia obovata
Stewartia obovata är en tvåhjärtbladig växtart som först beskrevs av Woon Young Chun och Ho Tseng Chang, och fick sitt nu gällande namn av J. Li och Ming. Stewartia obovata ingår i släktet Stewartia och familjen Theaceae. Inga underarter finns listade i Catalogue of Life.